# Freccia Vallone 2000
La Freccia Vallone 2000, sessantaquattresima edizione della corsa, si svolse il 12 aprile 2000 per un percorso di 198 km da Charleroi al muro di Huy. Fu vinta dall'italiano Francesco Casagrande, al traguardo in 4h53'08" alla media di 40,528 km/h.
Dei 185 ciclisti alla partenza da Charleroi furono in 104 a portare a termine il percorso.

## Ordine d'arrivo (Top 10)
| Pos. | Corridore            | Squadra        | Tempo    |
| ---- | -------------------- | -------------- | -------- |
| 1    | Francesco Casagrande | Fassa Bortolo  | 4h53'08" |
| 2    | Rik Verbrugghe       | Lotto-Adecco   | a 6"     |
| 3    | Laurent Jalabert     | CSC-Tiscali    | a 8"     |
| 4    | Davide Rebellin      | Liquigas-Pata  | s.t.     |
| 5    | Mario Aerts          | Lotto-Adecco   | s.t.     |
| 6    | Peter Farazijn       | Cofidis        | s.t.     |
| 7    | David Etxebarria     | Euskaltel      | s.t.     |
| 8    | Dario Frigo          | Fassa Bortolo  | s.t.     |
| 9    | Mauro Gianetti       | Vini Caldirola | s.t.     |
| 10   | Axel Merckx          | Domo           | a 14"    |